# Habronema
Habronema ist eine Gattung der Fadenwürmer. Es handelt sich um kleine, schlanke, weiß durchscheinende Würmer mit einer Länge von 1,5 bis 2,5 cm. Männchen haben breite Kaudalflügel und der Schwanz weist eine spiralige Windung auf. Von tiermedizinischer Bedeutung sind Habronema muscae und Habronema microstoma, die als Magenwürmer in der Magenschleimhaut von Pferden parasitieren.
Eier oder das erste Larvenstadium werden mit dem Kot des Wirtes ausgeschieden. Die Larve 1 wird von Larven verschiedener Fliegenarten (Stubenfliege und andere Musca spp., Wadenstecher und andere Stomoxys spp. sowie Haematobia spp.) aufgenommen und in den Fliegenlarven entwickeln sie sich zur Larve 3. Wenn sich die erwachsene Fliege im Bereich der Kopfes auf dem Wirt aufhält, wandern die Larven über die Mundwerkzeuge auf diesen und werden abgeschluckt. Alternativ kann die ganze Fliege beim Fressen oder Trinken verschluckt werden.
Die Gattung Habronema umfasst vier Arten:
- Habronema clarki – Magenparasit bei Capybaras[2]
- Habronema incertum – Parasit im Drüsenmagen bei Vögeln[3]
- Habronema microstoma – Magenparasit bei Pferden
- Habronema muscae – Magenparasit bei Pferden